# Orquestra de cambra

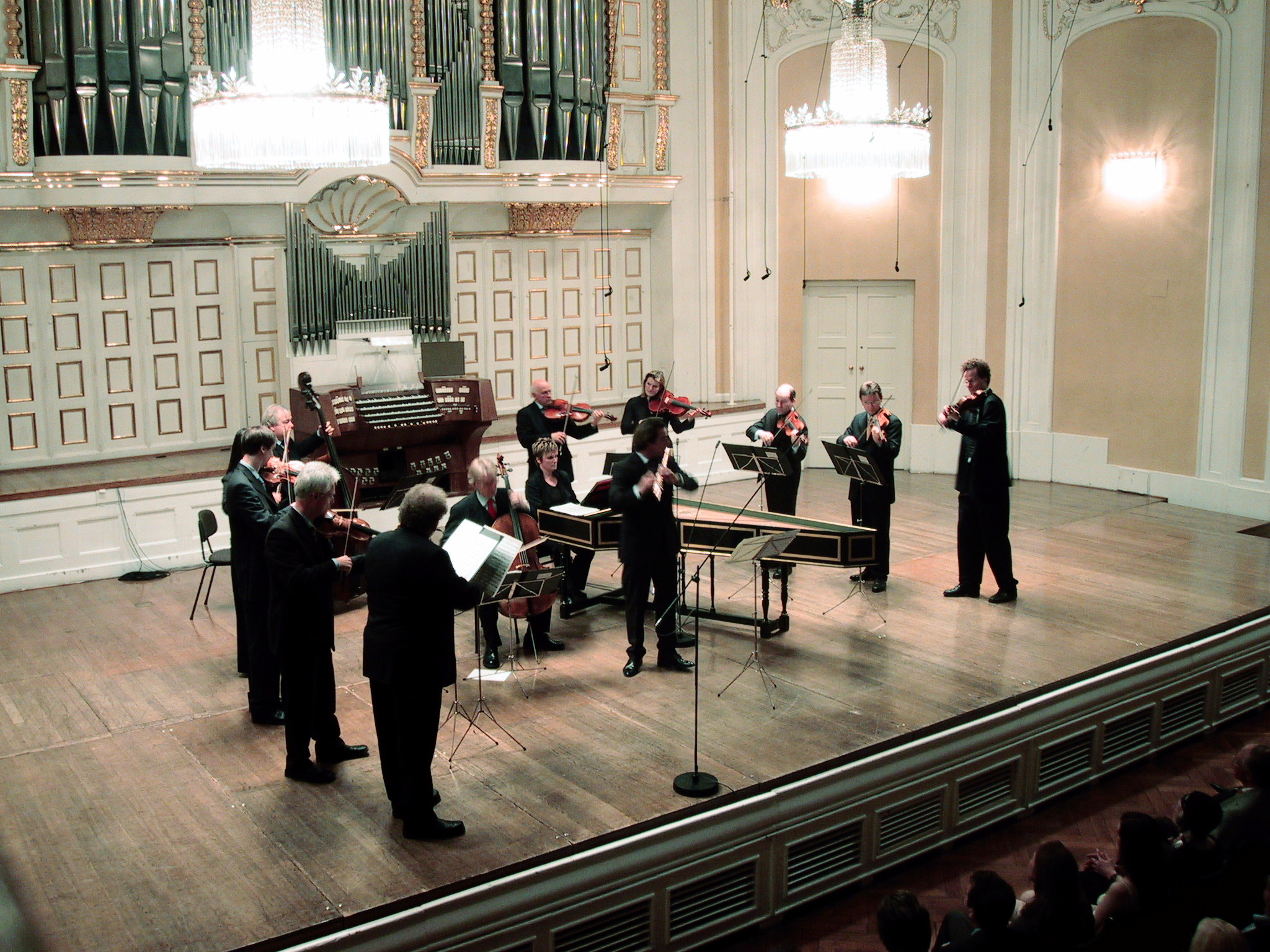
El Mozarteum de Salzburg - Àustria

Una orquestra de cambra és un tipus d'orquestra que abasta tota mena de conjunts instrumentals, essent l'única condició que aquest tipus d'orquestra tingui una mida relativament petita i estigui formada generalment per menys de 20 músics.
De la mateixa manera que amb la música de cambra, el complement «de cambra» es refereix al saló on es desenvolupa (originàriament eren els salons de música dels palaus i les grans residències del segle XVII). Des d'aleshores significa «orquestra reduïda que cap en un saló». No té una formació concreta d'instruments

## Classificació
Les orquestres de cambra es poden classificar com:
- Orquestra barroca: conjunt d'instruments de corda amb intervenció ocasional d'altres tipus d'instruments. Es forma a partir de les obres de Corelli, i després de Bach, Lully o Rameau.
- Conjunts instrumentals indefinits per a música de cambra, com els que calen en els Divertiments de Mozart, el Septimit de Beethoven, i obres semblants.
- Conjunts contemporanis com per les obres d'Ígor Stravinski (Ebony concertó, Dumbarton Oaks), Manuel de Falla (Concert)
- Orquestra de Cordes: Integrada per violins, violes, violoncels i contrabaix, més clave o piano.